# Damageplan
Damageplan a fost o formație americană de heavy metal din Dallas, Texas, înființată în anul 2003. Ca urmare a desființării formației lor precedente, Pantera, frații Dimebag Darrell și Vinnie Paul au decis să înființeze o nouă formație. Ei l-au recrutat pe fostul chitarist de la Diesel Machine și pe Pat Lachman de la Halford, la vocal, iar mai târziu pe Bob Zilla la chitară bas. Damageplan a lansat albumul de debut "New Found Power" în Statele Unite pe 10 februarie 2004, care a debutat pe poziția 38 în Billboard 200, cu 44.676 de copii vândute în prima săptămână.
În timp ce Damageplan promova albumul la un concert pe 8 decembrie 2004 la Alrosa Villa în Columbus, Ohio, un bărbat pe nume Nathan Gale a urcat pe scenă și l-a omorât pe chitaristul, Dimebag Darrell și pe alți trei, rânind alte șapte persoane, după care a fost ucis de ofițerul de poliție James Niggemeyer. Deși nu s-au identificat motivele, unii afirmau că Gale acuza frații pentru destrămarea trupei Pantera și credea că ei au furat versurile sale. Managerul formației a confirmat că au existat înregistrări nelansate al lui Damageplan, deși acestea nu au apărut, și formația nu a mai evoluat de la incident. Abbott și Zilla au aderat la formația Hellyeah, iar Lachman la The Mercy Clinic.

## Membri
| Componența finală - Dimebag Darrell - chitară (2003 – 2004; decedat în 2004) - Vinnie Paul - baterie (2003 – 2004) - Pat Lachman - vocal (2003 – 2004) - Bob Zilla - chitară bas (2003 – 2004) | Membri anteriori - Shawn Matthews - chitară bas (2003) |

## Discografie

### Albume
- New Found Power (2004)

### Single-uri
| An                                                        | Titlu                | US Main | Album           |
| --------------------------------------------------------- | -------------------- | ------- | --------------- |
| 2004                                                      | "Save Me"            | 16      | New Found Power |
| 2004                                                      | "Breathing New Life" | —       | New Found Power |
| 2004                                                      | "Explode"            | —       | New Found Power |
| 2004                                                      | "Pride"              | 30      | New Found Power |
| "—" denotes singles that were released but did not chart. |                      |         |                 |

### Clipuri video
| An   | Titlu                | Regizor  |
| ---- | -------------------- | -------- |
| 2004 | "Save Me"            | Salzy    |
| 2004 | "Breathing New Life" | Red Ezra |
| 2004 | "Explode"            | Red Ezra |